# 佐藤慶太
佐藤 慶太（さとう けいた、1957年12月15日 - ）は、日本の実業家。タカラトミー特別経営顧問（元副社長）、タカラトミーアーツ及び竜の子プロダクション元代表取締役社長。千葉県出身。
タカラトミーの前身の1社である玩具メーカー・タカラの創業者、佐藤安太の次男。

## 来歴・人物
開成高等学校、慶應義塾大学法学部卒業後、河田を経てタカラに入社しハーティライフ事業部長、国内事業本部長などを歴任するが1996年に退社し、独立して（株）ドリームズ・カム・トゥルーを設立。
1999年にタカラの第2代社長であった兄・博久が業績悪化の為に社長職を更迭され、社長に復帰した父・安太の要請でタカラと顧問契約を結ぶ。2000年2月、コナミの第三者割当増資を受けてコナミグループ傘下となったことに伴い父の後継で第4代社長に就任する。「e-kara」のヒットなどで業績を大幅に改善したものの長続きせず、業績悪化の責任を取って2005年にコナミグループを離脱。代表権を返上して会長となり、アトラス社長・奥出信行に社長職を譲る。同年、アニメ制作会社・竜の子プロダクションを買収しタカラの子会社とする。
2006年3月、タカラが同業のトミーと合併してタカラトミーとなったことに伴い副社長に就任する。2010年6月、成嶋弘毅が竜の子プロダクション社長職を退任したことに伴い、同社の第5代社長に就任した。
2012年4月1日付でタカラトミーアーツと竜の子プロダクションの社長職を退任した後、6月27日でタカラトミー副社長を退き特別経営顧問に就任した。この人事に伴い、タカラトミーの役員より旧タカラの創業家出身者がいなくなる。8月29日、ポリゴン・ピクチュアズ社外取締役に就任。
同年4月3日にthe SOHOビルにて再び（株）ドリームズ・カム・トゥルーを創業するが、本人曰く「自らの経営判断の誤りにより経営危機に見舞われ」、杉並区に本社を移転して業務再建中である。

## 受賞歴
- 2002年 イグノーベル賞（平和賞） - 犬語翻訳機「バウリンガル」開発に対して。鈴木松美（日本音響研究所）・小暮規夫（獣医師）と共同受賞。

## テレビ番組
- 日経スペシャル ガイアの夜明け オトナ心をつかめ～少子化時代の子供ビジネス～（2006年11月28日、テレビ東京）[7]。- 「ろくろ倶楽部」を取材。